# Port Shepstone
Port Shepstone is een plaats in de Zuid-Afrikaanse provincie KwaZoeloe-Natal, ongeveer 120 km ten zuiden van Durban. 
Port Shepstone telt ongeveer 36.000 inwoners en ligt aan de monding van de Umzimkulu-rivier.

## Subplaatsen
Het nationaal instituut voor de statistiek, Stats SA, deelt sinds de census 2011 deze hoofdplaats in in 14 zogenaamde subplaatsen (sub place), waarvan de grootste zijn:
Grosvenor • Merlewood • Umtentweni.

## Geboren
- Burry Stander (1987-2013), Zuid-Afrikaans mountainbiker